# Alberto Castro Leñero

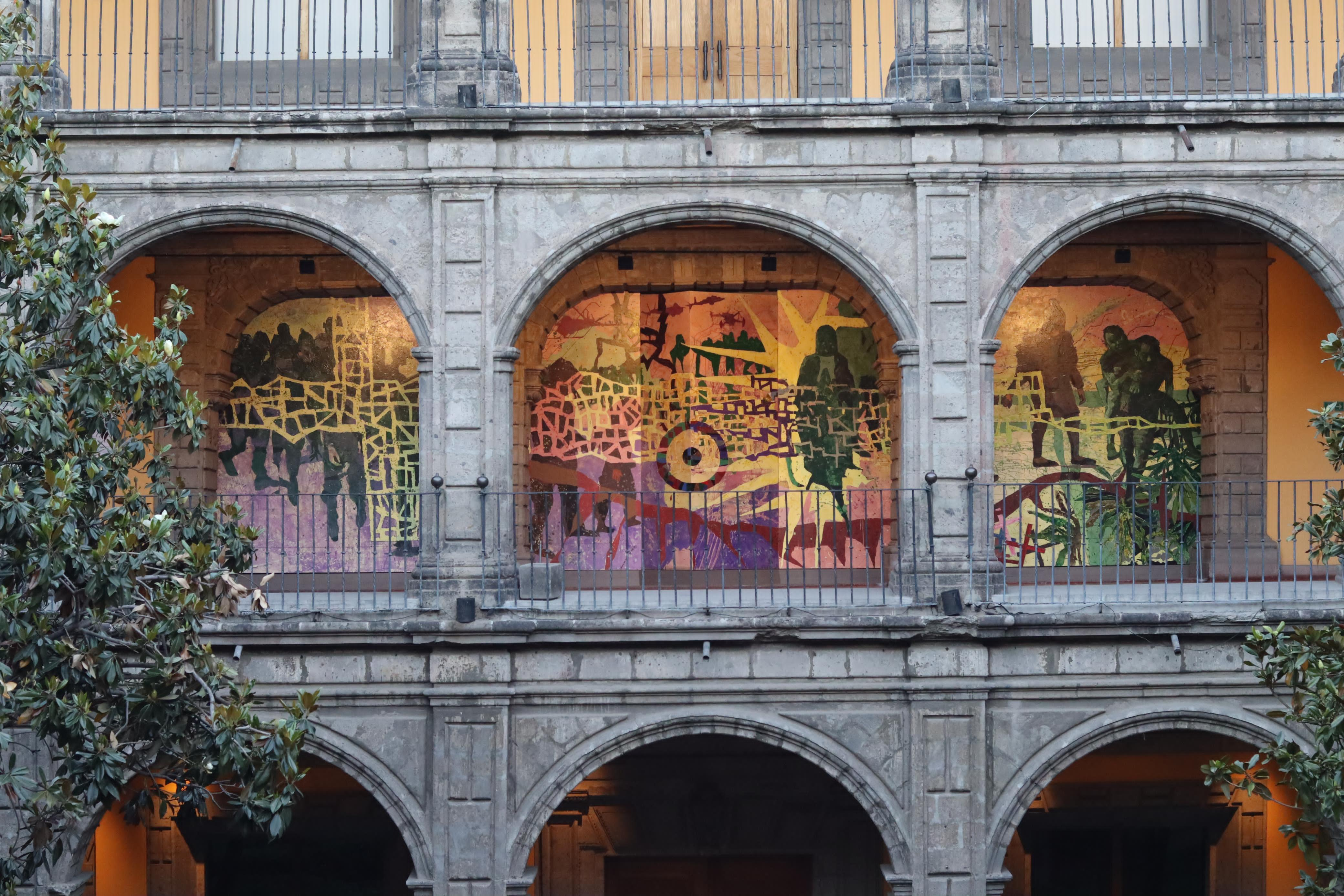
El mural "Desplazamiento" creado en 2024 en el Antiguo Colegio de San Ildefonso.

Alberto Castro Leñero (Ciudad de México, 1951) es un artista plástico mexicano.
Estudió Artes Visuales en la Academia de San Carlos de la Universidad Nacional Autónoma de México. Realizó estudios de pintura en la Accademia delle Belle Arti en Bologna Italia. 
Fue maestro de Experimentación Visual en la Escuela Nacional de Artes Plásticas de la UNAM. 
Actualmente imparte talleres y cursos de pintura, creación plástica y experimentación visual en escuelas de arte y diferentes espacios culturales de México.
Desde finales de la década de los setenta, exhibe regularmente su trabajo plástico en museos, galerías y espacios culturales, como: la muestra individual en el Museo de Arte Moderno en la Ciudad de México en 1982. 
Ha expuesto individualmente en dos ocasiones en el museo del Palacio de Bellas Artes en 1987 y 1999. 
En 2002, expuso en el Museo de la Ciudad de México.
En 2016 presentó la exposición individual, Sistemas Transitables en el Museo Universitario de Ciencias y Arte de la UNAM y en 2017 Bosque Lineal en el Museo de Artes e Historia de Guanajuato.
Ha exhibido su obra plástica internacionalmente en museos y espacio culturales 
como la exposición Escala en la Embajada de México en Berlín en 2017 o la muestra Transformación en el Museo de la Ciudad de Quito, Ecuador. 
Ha participado con obra plástica en espacios urbanos como el conjunto de murales en cerámica Elementos, que realizó en la estación del Metro Taxqueña.
En 2019, la exposición Selva en el Metro de la Ciudad de México y 
21 Transformables, en 2021 en este mismo espacio, Metro Zócalo, en el centro de la Ciudad de México.
A lo largo de cuatro décadas de trabajo artístico, Alberto Castro Leñero ha incursionado en diversas posibilidades expresivas y conceptuales mediante la pintura, la escultura, el grabado y, recientemente, el video. Siempre en constante renovación, a través de su obra plástica, por sí sola o aplicada a proyectos arquitectónicos y urbanísticos, ha explorado desde la violencia y el entorno urbano el paisaje, la figura humana y la representación abstracta.  
Su desplazamiento entre distintos lenguajes le ha permitido la construcción de un estilo propio que da estructura y coherencia a su creación. 
En los últimos años ha incorporado a su producción propuestas de arquitectura y urbanismo para realizar pabellones transitables.
Es miembro del Sistema Nacional de Creadores de Arte FONCA.